# Josie and the Pussycats (Film)
Josie and the Pussycats ist eine Filmkomödie von Harry Elfont und Deborah Kaplan aus dem Jahr 2001 und beruht auf dem gleichnamigen Archie-Comic aus den 1970er Jahren.

## Handlung
Nachdem die Superstars „DUJour“ mit einem Flugzeug abgestürzt sind, sucht der skrupellose Musikmanager Wyatt im Auftrag seiner exzentrischen Chefin Fiona für deren Plattenfirma Mega Records eine neue Band. Josie und ihre zwei Freundinnen Val und Mel aus Riverdale, die zusammen die kleine Band „The Pussycats“ gegründet haben, laufen Wyatt kurz darauf über den Weg. Dieser fackelt nicht lange und nimmt die Mädchen sofort unter Vertrag. Als „Josie and the Pussicats“ landet die Band einen Hit nach dem anderen. Sie wissen jedoch nicht, dass ihre Plattenfirma unter Mitwissen der Regierung versteckte Botschaften in ihre Songs einbaut, durch welche der Hörer dazu verleitet wird, bestimmte Produkte zu konsumieren und die Musiker zu lieben. Sobald die Stars jedoch Verdacht schöpfen, wie bei „DUJour“ passiert, werden diese „beseitigt“. 
Josie und ihre Freundinnen sind anfangs glücklich über ihren Erfolg, und Josie verliebt sich in ihren alten Freund und Musiker Alan. Allmählich jedoch werden Josie und Val skeptisch gegenüber dem rasanten Aufstieg ihrer Band. Innerhalb der Gruppe kommt es außerdem schnell zu Spannungen, da Val sich gegenüber Josie benachteiligt fühlt. Fiona versucht daraufhin, Val und Mel loszuwerden, indem sie sie u. a. durch MTV-Moderator Carson Daly, der in das Komplott verwickelt ist, ermorden lassen will. Doch die Mädchen wehren sich und fliehen, um Josie zu warnen. Diese wurde zwischenzeitlich mittels eines neuartigen Geräts, das sich in Kopfhörern versteckt, einer Gehirnwäsche unterzogen und weist die beiden ab. Kurz darauf begreift Josie jedoch, was mit ihr passiert ist, und entdeckt die Botschaften in ihren Songs. Als sie die Polizei verständigen will, droht Fiona ihr damit, die von ihr gefangen gehaltenen Val und Mel umzubringen, und zwingt sie, das demnächst geplante Konzert durchzuziehen. Am Konzertabend tauchen die Jungs von „DUJour“ auf, die den Flugunfall überlebt haben, und helfen dabei, Fiona und Wyatt zeitweilig abzulenken. Josie befreit ihre Freundinnen und kämpft gemeinsam mit ihnen gegen Fiona und Wyatt, wobei die Vorrichtung, die die Botschaften während des Konzerts abspielen sollte, zerstört wird. Kurz darauf tauchen die Agenten der Regierung auf und Josie bezichtigt Fiona und Wyatt des Betruges. Sie werden verhaftet und Agent Kelly teilt den beiden mit, dass die Regierung eine bessere Möglichkeit gefunden hat, die Menschen zu beeinflussen: versteckte Botschaften in Filmen. 
„Josie and the Pussicats“ spielen zum Schluss ihr Konzert und stellen fest, dass die Menschen ihre Musik auch ohne die versteckten Botschaften, die sie dazu verleiten, lieben. Alan erklärt Josie vor versammeltem Publikum seine Liebe und die beiden küssen sich.

## Kritiken
„Im Stil des Musikfernsehens inszenierte Komödie, die zwar selbst Teil der Industrie ist, die sie kritisiert, die Satire aber massentauglich verpackt und dabei zum selbstständigen Denken anregt. Die Charaktere wirken, beeinflusst durch die Comicvorlage, karikaturhaft und mancher Gag flau, aber insgesamt bietet der Film ansprechende Unterhaltung.“

„Die Dummpfbackeneinlagen von Melody (Reid) gehören neben den Product Placements einer Fastfoodkette zu den einsamen Höhepunkten der bemühten Satire über Manipulationen und Trendgier der Twens. Immerhin, eine Botschaft überdauert den Film: Vergesst Thunfisch. Esst bei McDonald's.“